# آيت حمي (اغبالة)
آيت حمي هي إحدى مشيخات المملكة المغربية، تتبع جغرافيا لإقليم بني ملال وإداريًا لاغبالة. يقدر عدد سكانها بـ 1102 نسمة حسب الإحصاء الرسمي للسكان والسكنى لسنة 2004.